# Sergio Martino
Sergio Martino (Roma, 19 de juliol de 1938) és un director i productor de cinema italià, destacat per les seves contribucions al gènere giallo.
Martino és el germà del difunt productor Luciano Martino (que va morir el 2013). Col·laboraven amb freqüència en les seves respectives professions. El seu avi era el director Gennaro Righelli.
Sergio Martino va treballar tant per a la gran pantalla com per a la televisió italiana on fa la major part del seu treball actual. Sovint va treballar amb l'actriu Edwige Fenech que durant la dècada de 1970 va estar casada amb el seu germà Luciano. També va treballar amb molts actors de gènere com George Hilton (que estava casat amb el cosí de Sergio), Anita Strindberg, Ivan Rassimov i Claudio Cassinelli, així com amb el famós guionista italià Ernesto Gastaldi.
Els pseudònims de Martino inclouen Julian Barry, Martin Dolman,  Serge Martin, Christian Plummer i George Raminto.
Al L Festival Internacional de Cinema Fantàstic de Catalunya l'octubre de 2017 va rebre una Premi Maria Honorífica juntament amb Udo Kier, Juan Mariné, Fred Tsui, Denise O’Dell i Juan Martínez.

## Filmografia

### Director

#### Cinema
- Mille peccati... nessuna virtù – documental (1969)[4]
- America un giorno – documental (1970)
- America così nuda, così violenta – documental (1970)[5]
- Arizona si scatenò... e li fece fuori tutti (1970)
- Lo strano vizio della signora Wardh (1971)[6]
- La coda dello scorpione (1971)
- Tutti i colori del buio (1972)
- Il tuo vizio è una stanza chiusa e solo io ne ho la chiave (1972)
- Giovannona Coscialunga disonorata con onore (1973)
- Milano trema: la polizia vuole giustizia (1973)
- I corpi presentano tracce di violenza carnale (1973)
- La bellissima estate (1974)
- Cugini carnali (1974)
- La città gioca d'azzardo (1975)
- La polizia accusa: il Servizio Segreto uccide (1975)
- Morte sospetta di una minorenne (1975)[7]
- Spogliamoci così senza pudor... (1976)[8]
- 40 gradi all'ombra del lenzuolo (1976)
- Mannaja (1977)
- La montagna del dio cannibale (1978)
- Sabato, episodi de Sabato, domenica e venerdì (1979)
- L'isola degli uomini pesce (1979)
- Il fiume del grande caimano (1979)[9]
- Zucchero, miele e peperoncino (1980)
- La moglie in vacanza... l'amante in città (1980)
- Spaghetti a mezzanotte (1981)
- Cornetti alla crema (1981)
- Assassinio al cimitero etrusco (1982)
- Ricchi, ricchissimi... praticamente in mutande (1982)[10]
- Acapulco, prima spiaggia... a sinistra (1983)
- 2019 - Dopo la caduta di New York (1983)[11]
- Occhio, malocchio, prezzemolo e finocchio (1983)
- Se tutto va bene siamo rovinati (1984)
- L'allenatore nel pallone (1984)[12]
- Mezzo destro mezzo sinistro - 2 calciatori senza pallone (1985)[13]
- Vendetta dal futuro (1986)
- Qualcuno pagherà? (1988)
- Casablanca Express (1989)[14]
- American Risciò (1989)
- Sulle tracce del condor (1990)
- Mal d'Africa (1990)
- Spiando Marina (1992)
- Un orso chiamato Arturo (1992)
- Graffiante desiderio (1993)
- L'allenatore nel pallone 2 (2008)[15]
- Napoletans (2018)

#### Televisió
- Doppio misto (1985)
- Ferragosto OK (1986)
- Caccia al ladro d'autore, 3 episodis (1986)
- Provare per credere (1987)
- Un'australiana a Roma (1987)
- La famiglia Brandacci (1987)
- Rally (1988)
- Delitti privati (1993)
- La regina degli uomini pesce (1995) (emesa el 2008)
- Padre papà (1996)
- Mamma per caso (1997)
- Il cielo tra le mani (L'ultimo sogno) (1999)
- L'ispettore Giusti (1999)
- A due passi dal cielo (1999)
- Cornetti al miele (2000)
- L'ultimo sogno – serie TV (2000)
- Lo spareggio – serie TV (2000)
- Mozart è un assassino (2002)
- L'ultimo rigore (2002)
- Una donna scomoda (2004)
- Carabinieri 5 (2005)
- Carabinieri 6 (2006)
- L'ultimo rigore 2 (2006)
- Il paese delle piccole piogge (2012)

### Guionista
- Per 100.000 dollari t'ammazzo, de Giovanni Fago (1967)
- I segreti delle città più nude del mondo, de Luciano Martino (1971)
- Gratta e vinci, dei Ferruccio Castronuovo (1996)

### Director de fotografia
- 7 pistole per un massacro, de Mario Caiano (1968)